# Gobierno largo de Antonio Maura

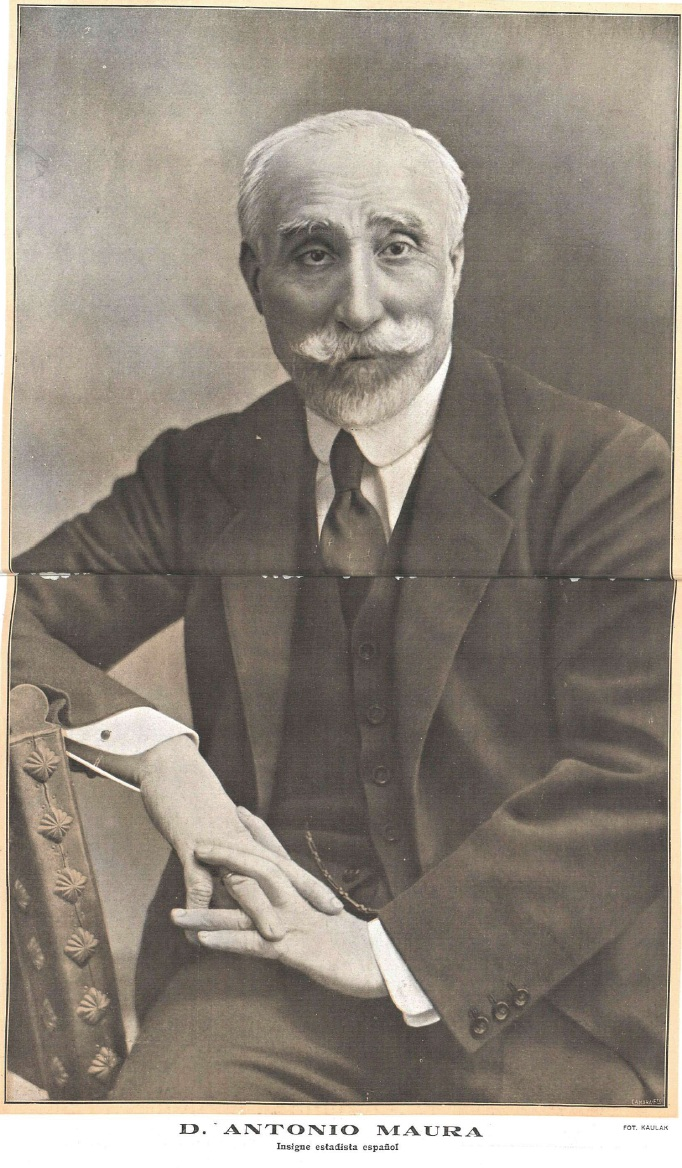
Antonio Maura.

Se conoce con el nombre de gobierno largo de Antonio Maura al gobierno presidido por el conservador Antonio Maura que estuvo en el poder en España entre enero de 1907 y octubre de 1909 durante el periodo constitucional del reinado de Alfonso XIII. Duró, pues, casi tres años y por eso se le llamó gobierno largo ya que en la época los para diferenciarlo del gobierno que presidió Maura entre diciembre de 1903 y de 1904 y que sólo duró un año. Durante el gobierno largo Maura tuvo tiempo para aplicar su programa político que definió como revolución desde arriba pero no lo pudo completar como consecuencia de su caída a finales de 1909 tras los sucesos de la Semana Trágica de Barcelona y la posterior represión, que tuvo entre sus víctimas al pedagogo y activista anarquista Francisco Ferrer Guardia.

## La llegada al poder
La aprobación de la Ley de Jurisdicciones abrió una crisis en el seno del Partido Liberal —el partido que se turnaba en el poder con el conservador durante la Restauración—. La crisis se zanjó con la dimisión de Segismundo Moret al frente del gobierno en julio de 1906. Le siguieron otros tres presidentes de gobiernos liberales, pero las disensiones entre las facciones del partido continuaron por lo que el rey llamó en enero de 1907 al líder del Partido Conservador, Antonio Maura, para que formara gobierno. El historiador Manuel Suárez Cortina relaciona la caída de Moret con el atentado que sufrió el rey y su esposa, Victoria Eugenia de Battenberg, nieta de la reina Victoria de Inglaterra, el día de su boda, el 31 de mayo de 1906, obra del anarquista Mateo Morral, y del que salieron ilesos. Javier Tusell y Genoveva García Queipo de Llano la atribuyen en cambio a su pretensión de obtener del rey una segunda disolución de las Cortes para los liberales con el fin de dotarse de una cómoda mayoría para el programa «verdaderamente funesto», según el nuncio, que pretendía aplicar y que incluía entre otras medidas el reconocimiento del matrimonio civil y la secularización de los cementerios. Si el rey hubiera aceptado la disolución se habría roto la regla no escrita de la Restauración de no conceder la disolución de las Cortes dos veces seguidas al mismo partido. Uno de los políticos que aconsejó al rey que no concediera la disolución fue Antonio Maura, al que Moret acusó de haber amenazado al rey con el «retraimiento» del partido conservador, acusación que un indignado Maura negó aunque reconoció que habría renunciado a la jefatura del partido si se hubieran celebrado nuevas elecciones con los liberales en el poder porque eso habría supuesto «sencillamente destruir el régimen constitucional, al cifrar toda la política en las determinaciones de la voluntad regia».

## Las elecciones de abril de 1907 y la irrupción de Solidaridad Catalana
Siguiendo los usos propios del régimen político de la Restauración, Antonio Maura obtuvo del rey Alfonso XIII el decreto de disolución de las Cortes y de convocatoria de nuevas elecciones para dotarse de una mayoría amplia en el parlamento. En esta ocasión su ministro de la Gobernación Juan de la Cierva y Peñafiel se empleó a fondo para satisfacer las aspiraciones de las diversas facciones conservadoras, a costa del partido liberal que en el encasillado obtuvo un número de diputados inferior al que solía corresponder al partido del turno que pasaba a la oposición, lo que levantó las protestas de los liberales. Así en las elecciones celebradas en abril de 1907 se produjo una gran desproporción entre el número de escaños de los conservadores, 253, frente a los liberales, 74, lo que rompía el pacto entre los partidos del turno.

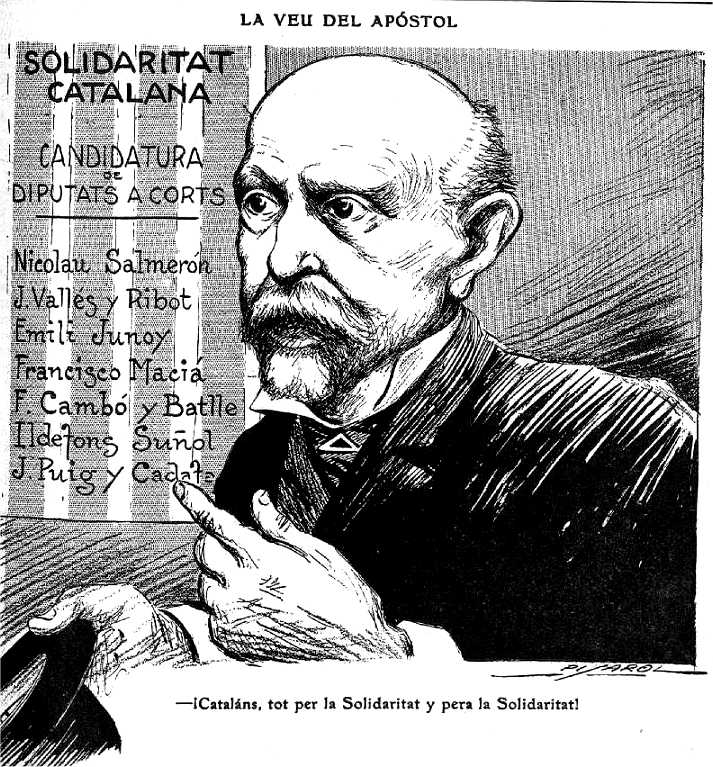
Cartel electoral de Solidaridad Catalana con el retrato de Nicolás Salmerón.

La otra gran novedad de las elecciones fue el triunfo arrollador de la coalición Solidaridad Catalana, que obtuvo 41 diputados de los 44 que le correspondían a Cataluña. La coalición, presidida por el anciano republicano Nicolás Salmerón, se había formado en mayo de 1906 como respuesta a la aprobación de la Ley de Jurisdicciones y en ella se habían integrado los republicanos —excepto el partido de Alejandro Lerroux—, los catalanistas —la Lliga Regionalista, la Unió Catalanista y el Centre Nacionalista Republicà, un grupo escindido de la Lliga unos meses antes—, y hasta los carlistas catalanes.
Sus éxitos de convocatoria habían sido espectaculares con manifestaciones masivas como la celebrada en Barcelona el 20 de mayo de 1906 que congregó a 200.000 personas. Como ha destacado el historiador Borja de Riquer, «gracias a la Solidaritat el catalanismo, que apenas había tenido presencia institucional [en las elecciones de noviembre de 1905 sólo habían obtenido siete diputados], se extendió rápidamente por el todo el territorio catalán». Tras su triunfo en las elecciones de abril de 1907 «ya nada sería igual en la vida política catalana, y los gobiernos de Madrid, y la propia corona, deberían asumir el hecho de que la cuestión catalana se había convertido en uno de los problemas más preocupantes de la vida política española».

## El proyecto de «revolución desde arriba»
Entre 1907 y 1909, Maura puso en marcha la «revolución desde arriba» del régimen de la Restauración —es decir la reforma del régimen político desde las instituciones y por iniciativa del propio gobierno— cuyo propósito esencial era conseguir el apoyo popular a la Monarquía de Alfonso XIII poniendo fin al sistema caciquil. Según Javier Moreno Luzón, Maura tenía «el convencimiento de que, en un país rural y esencialmente católico como España, esta apertura, controlada si hacía falta con el refuerzo de los mecanismos represivos, redundaría en beneficio de la corona, de la Iglesia y del orden social establecido, es decir, de los intereses conservadores». Maura justificó así su revolución desde arriba:

Ahora más que nunca es menester que la nación sienta que el poder público asiste a sus necesidades y emprenda siquiera el camino de aquella regeneración tan vanamente cantada en todas las lenguas. Ya no hay tiempo ni para el orden ni para el método, no se puede ir con parsimonia en la realización de la obra, hay que hacer la revolución desde el Gobierno, porque si no, se hará desde abajo y será desoladora, ineficaz y vergonzosa, y probablemente la disolución de la nación española. Llevar al pueblo esa revolución es instantáneamente devolver al pueblo la confianza en sí mismo, aquella que os decía cuando os pintaba cómo se siente morir un Estado a quien nadie acomete.

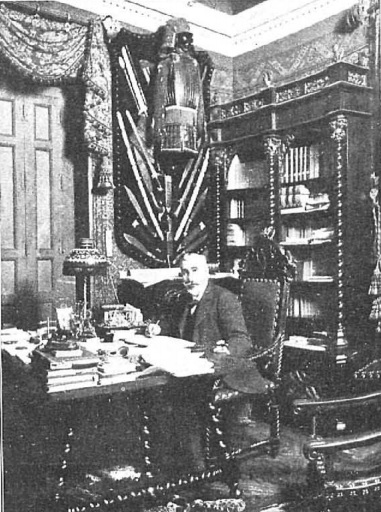
Antonio Maura en su despacho

Sin embargo Maura había comenzado su gobierno de forma poco congruente pues en las elecciones que convocó se valió del entramado caciquil para alcanzar una mayoría muy amplia en las Cortes. La primera tarea que les encomendó fue aprobar la nueva ley electoral.

### La nueva ley electoral
Entre las novedades más importantes que introdujo la ley electoral, aprobada en agosto de 1907 y que reformaba la de 1890, estaba que la elaboración del censo electoral pasaba de los ayuntamientos al Instituto Geográfico y Estadístico y que estos también dejaban de controlar el proceso electoral que correspondía a la Junta Central de Censo. También se tipificó el delito electoral y en los casos de fraude intervenía el Tribunal Supremo. Por otro lado, se introdujo el voto obligatorio para incentivar la participación en las elecciones y en el artículo 29 se estableció que no se celebrarían en aquellos distritos electorales en los que se presentara un único candidato, que quedaría proclamado automáticamente. Con todas estas medidas se pretendía acabar con el fraude electoral.
Pero el declarado propósito de Maura de que la nueva ley electoral permitiera la realización de elecciones «sinceras» no se cumplió desde el momento en que no renunció a los distritos uninominales, la base del encasillado de los diputados que aseguraba el triunfo al partido que estuviera en el gobierno. Además el fraude se vio agravado por la aplicación del artículo 29 ya que, como ha destacado Manuel Suárez Cortina, «en algunas elecciones llegó a haber un tercio del Parlamento proclamado por este procedimiento. Así ocurrió en las elecciones de 1910 y en las siguientes; mientras se mantuvo en vigor el sistema parlamentario, más de un centenar de diputados lo fueron por el artículo 29». Así pues, según este historiador, el resultado de la reforma electoral fue que se «dificultó la competencia electoral y la apertura hacia nuevas fuerzas sociales y políticas». Otro de los motivos del fracaso de la ley fue que se mantuvo el sistema electoral mayoritario, lo que constituyó un obstáculo para el acceso al parlamento de las minorías.
El socialista Julián Besteiro valoró de esta forma la ley:

En cuanto el pueblo progresa, entonces las instituciones democráticas se liman, se cortan, se restringen y como el pueblo español a pesar de la acción de los gobiernos va progresando, hemos visto en la última reforma electoral un medio compulsivo para hacer que vote la clase neutra, pues la compulsión no se podía aplicar a los obreros y elementos verdaderamente democráticos; un medio de coacción para compensar los avances de la democracia...

### El proyecto de ley de administración local
Sin duda el proyecto estrella de Maura fue la reforma de la administración local para otorgar a los ayuntamientos y diputaciones provinciales, «que malvivían con recursos escasos y prestaban por tanto servicios deficientes», una autonomía real. Según Suárez Cortina, se preveía que los ayuntamientos pudieran «poseer, adquirir o enajenar bienes y servicios antes dependientes del Gobierno», al concedérseles competencias «en materias de seguridad, obras públicas, sanidad, beneficencia y enseñanza». Maura proponía un  sistema corporativo de elección de los ayuntamientos, en lo que encontró el respaldo de los diputados de la Lliga Regionalista, encuadrados en Solidaridad Catalana, que también apoyaron la posibilidad que abría el proyecto de crear mancomunidades de diputaciones para gestionar determinados servicios, ya que de ahí podría surgir un órgano representativo de toda Cataluña. Finalmente el proyecto no fue aprobado por la oposición de los liberales, radicalmente contrarios al voto corporativo, que recurrieron al obstruccionismo parlamentario durante su tramitación.
Según Germán López, uno de los propósitos del proyecto fue impedir el crecimiento de los partidos republicanos en las grandes ciudades —en 1907 los republicanos contaban con 415 concejales en las capitales de provincia frene a los 348 del partido conservador y 375 del partido liberal—. De ahí «la eliminación del sufragio universal para la elección de diputados provinciales, la introducción de representantes corporativos en los municipios y el nombramiento de alcaldes de Real Orden». Una valoración similar de la ley es la que hizo el socialista Julián Besteiro:

Hemos visto en los proyectos nuevos de Administración Local una limitación de la acción ciudadana, tratando de limitar la acción en la vida municipal de los representantes nombrados por los ciudadanos haciendo uso del sufragio universal.

### El reforzamiento del nacionalismo español y la política económica y social
El acercamiento a la Lliga no fue obstáculo para desarrollar una política nacionalista española —como la imposición de la obligación de izar la bandera de la monarquía en las fiestas oficiales— que extendió al terreno económico con la protección y el fomento de la industria nacional. La iniciativa más importante fue la aprobación del programa de reconstrucción de la escuadra de guerra, que fue encomendado a astilleros españoles. El primero de los acorazados previstos, el España, sería botado en 1912. Por otro lado, siguiendo esa política nacionalizadora española el gobierno organizó viajes del rey, «encarnación viviente de la patria» según Maura, por distintas partes de España, especialmente a Cataluña. Su compromiso patriótico quedó bien demostrado en un famoso discurso en el Congreso de los Diputados (21 de junio de 1907) en un debate sobre la autonomía de Cataluña: "¿Queréis la personalidad para fines, para jurisdicción, para materia propiamente local? Sin tasa se os reconoce. Vuestra boca es medida. Cuanto más, mejor. ¿Está claro? ¿Queréis personalidad para hacer jirones la inconsútil aoberanía de la Patria? Nunca; nada."
Maura se ocupó también de la cuestión social desarrollando una serie de iniciativas legislativas aprobadas durante su primer gobierno (el conocido como gobierno corto) relativas al descanso dominical, al trabajo de mujeres y de niños, a la emigración, así como aprobó nuevas leyes: la ley de huelgas, a la conciliación y al arbitraje en las relaciones laborales en la industria, etc. y que culminaron con la creación del Instituto Nacional de Previsión., antecedente de la actual seguridad social.
Promovió el desarrollo de la industria mediante la ley de protección a la industria nacional (1907), priorizaba el uso de productos industriales españoles en las obras y servicios realizados por el Estado; la ley de ferrocarriles secundarios(1908), establecía que la construcción de la red ferroviaria en el país debía ser hecha por talleres nacionales; y la ley sobre comunicaciones marítimas(1909) estimula el comercio de exportación al exigir en todos los barcos un mínimo de carga nacional transportada con destino al exterior.

### La política de orden público: el proyecto de Ley de Represión del Terrorismo

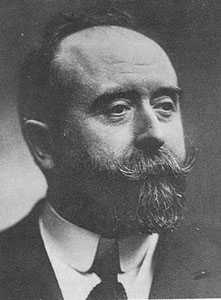
El ministro de la Gobernación Juan de la Cierva.

La política de orden público la desarrolló el autoritario ministro de la Gobernación, Juan de la Cierva y Peñafiel, que además de organizar el fraude electoral, acabó con los últimos restos de bandolerismo que quedaban en España —Pernales y el Niño del Arahal fueron abatidos por la Guardia Civil en las sierras de Albacete— y puso en marcha una política de moralización de las costumbres que no fue muy bien recibida, como limitar el juego, cerrar las tabernas los domingos o limitar el horario nocturno de restaurantes y teatros. Su proyecto estrella fue la ley contra el terrorismo que permitía al gobierno cerrar periódicos y centros anarquistas y desterrar a sus responsables sin mandamiento judicial.
La Ley de Represión del Terrorismo fue atacada por los republicanos y los socialistas al considerarla una amenaza a las libertades. A la oposición a la ley también se sumaron los liberales, dando nacimiento al «Bloque de Izquierdas» que fue impulsado por el trust de los tres principales diarios liberales de Madrid (El Liberal, El Imparcial, El Heraldo de Madrid) y que se concretó en la celebración de un gran mitin «contra Maura y su obra» en el teatro de la Princesa de Madrid el 28 de mayo de 1908, tres semanas después de que la ley fuera aprobada en primera instancia por el Senado. En septiembre, con ocasión de la conmemoración del aniversario de la Revolución de 1868, se selló la alianza antimaurista de liberales y republicanos. El líder liberal Segismundo Moret pronunció un importante discurso en el Casino de Zaragoza en el que destacó que los coaligados no cuestionaban la forma de gobierno sino que se oponían firmemente a la política del gobierno conservador –también hizo un llamamiento a los socialistas para que se unieran al «Bloque de Izquierdas»—. Las elecciones municipales celebradas en mayo de 1909 supusieron un importante triunfo de los republicanos en algunas de las principales ciudades, como resultado de la campaña del «Bloque de Izquierdas» contra la Ley de Represión de Terrorismo.

## La Semana Trágica y la caída de Maura

### La Semana Trágica
Aprovechando una crisis interna en el reino alauí de Marruecos Francia y España habían firmado en octubre de 1904 un acuerdo —con el visto bueno de Gran Bretaña— por el que establecían sus respectivas «zonas de influencia» para «garantizar» la autoridad del sultán. La protestas de Alemania obligaron a celebrar una conferencia internacional sobre Marruecos que tuvo lugar en Algeciras a principios de 1906 y como consecuencia de la cual se firmó un Tratado por el que Marruecos mantenía su independencia, pero concedía el control de los puertos abiertos al comercio europeo a Francia y a España, como garantes del orden en el sultanato alauí. En ese mismo año España llegaba a un acuerdo para la explotación de las minas de hierro del Rif, para lo cual se constituyó la Sociedad Española de Minas del Rif, y se inició en 1908 la construcción de un ferrocarril minero desde Melilla.

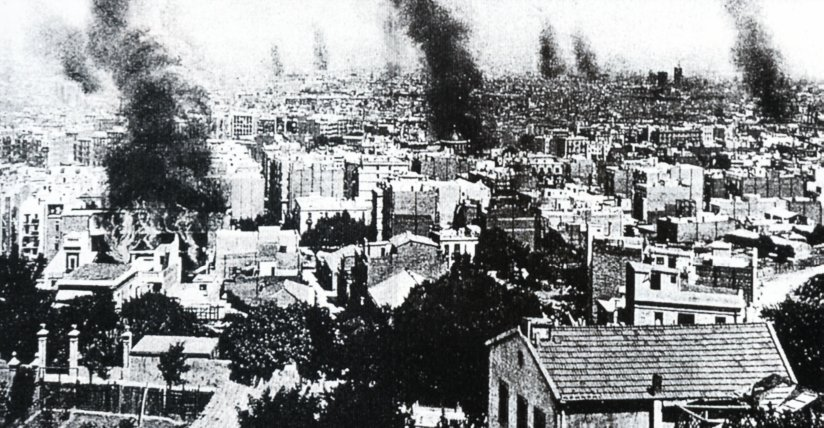
Barcelona se convirtió en La ciutat cremada ("la ciudad quemada") durante la Semana Trágica.

El 9 de julio de 1909 los trabajadores que construían el ferrocarril fueron atacados por cabilas rifeñas rebeldes —cuatro obreros españoles murieron—, y, como las tropas enviadas desde Melilla encontraron más resistencia de la esperada, el gobierno decidió enviar refuerzos desde la península, 44.000 hombres, muchos de ellos reservistas, casados y con hijos. Esto desencadenó una ola de protestas en contra de la guerra de Melilla que culminó, a raíz del embarque de tropas en Barcelona, con los sucesos de la Semana Trágica, uno de los momentos más críticos de la historia de la Restauración.
El lunes 26 de julio de 1909 estallaba la huelga general en Barcelona que pronto se extendió a otras ciudades catalanas. Ese mismo día se produjeron incidentes violentos cuando los huelguistas atacaron los tranvías y sobre todo cuando la huelga derivó en un motín anticlerical, protagonizado por anarquistas y por jóvenes republicanos del Partido Republicano Radical de Alejandro Lerroux, quien en ese momento se encontraba en América del Sur. En Sabadell fue proclamada la República. La rebelión no se extendió al resto de España debido en gran medida a la habilidad del ministro de la Gobernación Juan de la Cierva que presentó la rebelión como un movimiento «separatista». El 2 de agosto, cuando la rebelión ya había sido dominada por la intervención de las tropas llegadas desde fuera de Barcelona, el PSOE convocó una huelga general de protesta contra la guerra de Marruecos, pero fracasó y los principales dirigentes socialistas fueron detenidos.
La explosión de violencia anticlerical fue la culminación, según Javier Moreno Luzón, «de años de propaganda revolucionaria, en los cuales se había expandido una cultura popular que achacaba los males del país a la influencia de la Iglesia, tenida por hipócrita y siniestra. […] [Para los alborotadores] las órdenes religiosas no sólo servían a los poderosos, atesoraban grandes riquezas y hacían una competencia económica desleal a los trabajadores en sus talleres, sino que también infligían toda clase de torturas a sus miembros. De ahí su interés morboso por escrutar cadáveres y celdas de monjas. Trataban asimismo de acabar con la red de centros confesionales dedicados a la enseñanza y a la caridad, símbolos de un orden social odioso y destruidos con frecuencia por sus antiguos pupilos y beneficiados».
En una semana de disturbios hubo 104 civiles y 8 guardias y militares muertos —los heridos fueron varios centenares— y se quemaron 63 edificios religiosos —de ellos 21 iglesias y 30 conventos—. La represión posterior fue de gran dureza: 1700 personas fueron encarceladas y hubo condenas a muerte de las que se ejecutaron 5 —59 fueron condenadas a cadena perpetua y 175 sufrieron destierro—. La figura más conocida entre los detenidos fue el pedagogo y activista anarquista Francisco Ferrer Guardia cuya ejecución en octubre levantó oleadas de indignación en toda Europa. En el consejo de guerra no se logró demostrar la responsabilidad de Ferrer en los sucesos, pero a pesar de ello fue condenado a muerte.

### El «caso Ferrer»
En principio los sucesos de lo que sería conocida como la «Semana Trágica» y la dura represión posterior no tuvieron consecuencias políticas. La reina madre y antigua regente, María Cristina de Habsburgo-Lorena, le dijo al presidente del Congreso de los Diputados, el conservador Eduardo Dato, que el rey «estaba muy satisfecho de los esfuerzos [de Maura], de su serenidad y de la rapidez con que había acudido a todas partes». Sin embargo la percepción del rey comenzó a cambiar en septiembre. Alfonso XIII recibió a una comisión de la prensa liberal que se quejó de la censura a la que seguía sometida por orden del gobierno. Además quedó conmocionado por el informe que recibió sobre el desastre del barranco del Lobo donde más de cien soldados españoles habían perdido la vida. Pero el elemento decisivo en el cambio de su percepción de la situación fue la campaña internacional de protesta por la condena a muerte en un consejo de guerra del pedagogo y activista anarquista Francisco Ferrer Guardia, acusado de ser el máximo responsable de los sucesos de la Semana Trágica, y que finalmente sería ejecutado el 13 de octubre, a pesar de las peticiones de conmutación de la pena, una posibilidad que Maura ni siquiera se planteó. La propia hija de Ferrer le envió una carta al rey pidiendo clemencia para su padre:

Rey muy cristiano que para un pueblo caballeroso simboliza la generosidad y la omnipotencia, no rechazad la humilde y ardiente súplica de la hija de Ferrer. Oh Rey que, como Dios mismo, podéis disponer de la vida o de la muerte, disipad por un arranque de vuestro noble corazón la amargura de mi alma y escuchad la humilde y ardiente súplica.

Según Javier Tusell y Genoveva García Queipo de Llano la pruebas presentadas contra Ferrer «eran escasas y deficientes, en especial para considerarlo jefe de los anarquistas españoles».

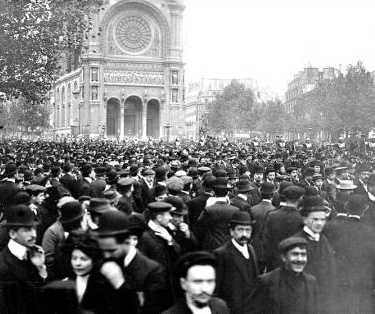
Protesta en París por la ejecución de Francisco Ferrer Guardia (17 de octubre de 1909).

Según estos mismos historiadores, «durante meses la prensa mundial tuvo un motivo permanente de atención en las cosas de España, casi siempre para transmitir de ella una imagen de un país atrasado y bárbaro dominado por la Inquisición religiosa y por una Monarquía retrógrada. En París hubo banderas españolas con crespones negros o quemas de símbolos nacionales. En Suiza los manifestantes gritaban contra España y los curas. En Roma los protestatarios llegaron a entrevistarse con el presidente del Gobierno. También en Lisboa se produjeron actos parecidos y en Buenas Aires se lanzaron bombas contra el consulado español. Hubo mítines en Salónica, y en Génova los trabajadores de los muelles se negaron a descargar buques españoles. En Petrópolis, una ciudad de Brasil, se quemó una efigie del rey. En Gran Bretaña, las protestas por el asesinato de Ferrer fueron frecuentes… En todo el viejo continente los diplomáticos españoles no cesaron de enviar en sus comunicaciones juicios como los de que la protesta había alcanzado inconcebibles e inexplicables proporciones».

### La caída de Maura
La protesta internacional, que apenas había tenido seguimiento en España, fue aprovechada por el Partido Liberal para promover una campaña con los republicanos en contra del gobierno al grito de Maura, no. El 20 de septiembre se incorporaba a este «Bloque de Izquierdas» antimaurista el PSOE, abandonando así por primera vez en su historia el aislacionismo y el rechazo de los «partidos burgueses» —de esta alianza resultaría la elección de Pablo Iglesias, secretario general del PSOE, como diputado por Madrid en las elecciones de febrero de 1910: la primera vez que un socialista accedía en España al parlamento—.

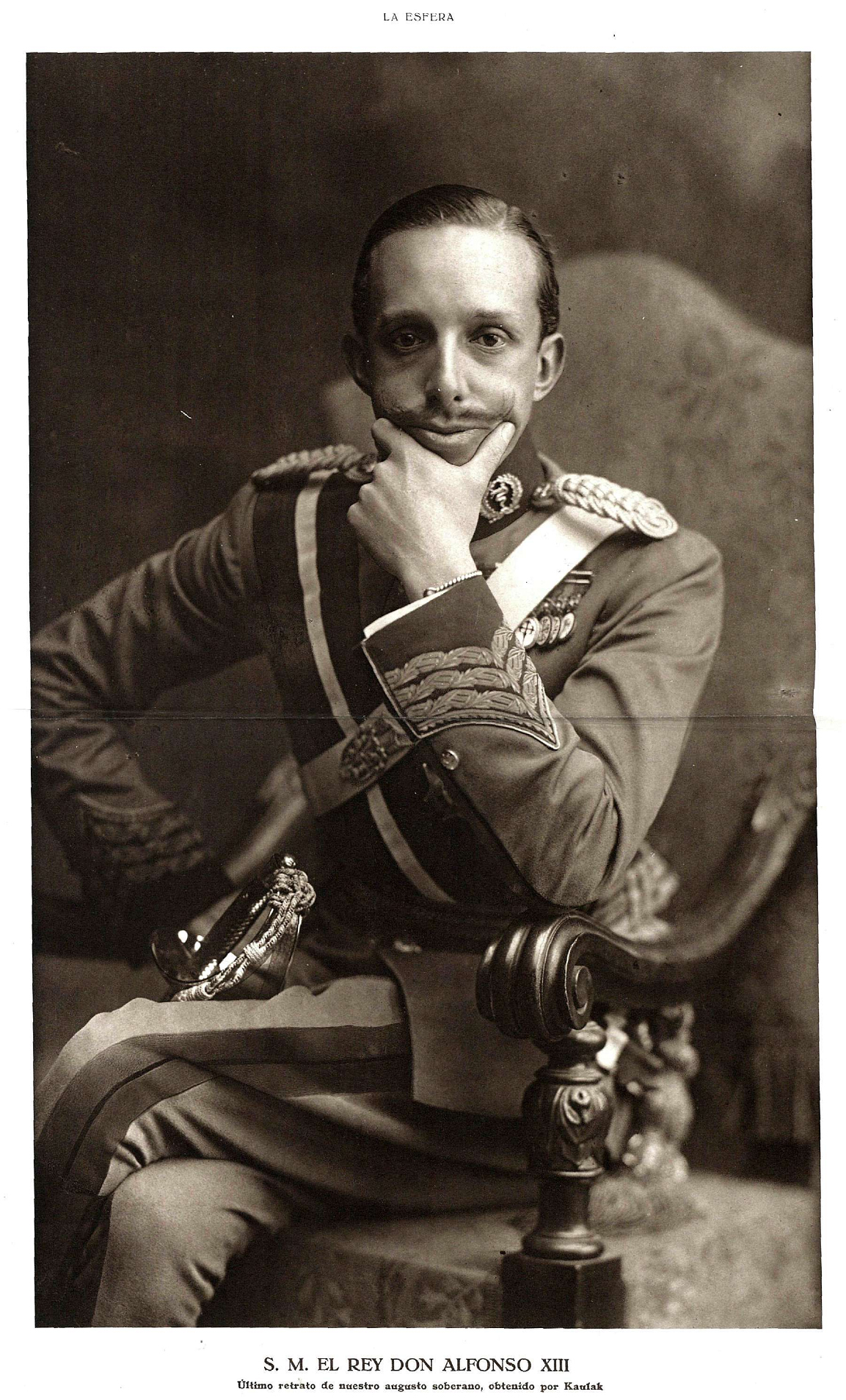
El rey Alfonso XIII.

El 18 de octubre de 1909, sólo cinco días después de la ejecución de Ferrer, tuvo lugar un debate en el Congreso de Diputados en el que se produjo un duro enfrentamiento entre Maura y Moret. Este pidió la dimisión del gobierno y apeló al rey al afirmar que «alguien» debía hacer entender a los conservadores que debían irse. El día 20 fue el ministro de la Gobernación Juan de la Cierva el que atacó a Moret de forma muy violenta, llegando a decirle que su política cuando estuvo al frente del gobierno había conducido al atentado contra el rey, afirmación que se negó a retirar. El escándalo en las Cortes se hizo todavía mayor cuando Maura respaldó a Cierva dándole la mano. Al día siguiente el diario liberal El Imparcial declaró que la situación era «gravísima» porque los liberales habían sido acusados de «contactos siniestros con los anarquistas». El Diario Universal, propiedad del liberal conde de Romanones, afirmó que el gobierno no podía durar «ni un día más». El 22 de octubre Maura acudió a Palacio para plantear la continuidad de su gobierno al rey, pero cuando le presentó la dimisión de forma protocolaria el rey la aceptó. Gabriel Maura Gamazo contó muchos años después la conmoción que provocó en su padre su destitución como presidente del gobierno. El rey nombró en su lugar a Moret. Por su parte el nuncio interpretó el cambio de gobierno como un «primer triunfo» de la «francmasonería internacional» contra España, la Monarquía y, sobre todo, la Iglesia.
La sustitución de Maura por Moret constituyó un hecho insólito en la historia de la Restauración. El partido del turno que estaba en la oposición, en este caso el liberal, había hecho caer al partido que se encontraba en el poder, el conservador, recurriendo a una campaña en la calle y buscando el apoyo de los partidos «antidinásticos» —republicanos y socialista—. Por eso Maura respondió a su destitución dando por liquidado el pacto en que se había basado el régimen político de la Restauración. El rey Alfonso XIII le comentó a un diplomático británico poco después: «Los liberales ahora en el poder no habían obrado bien en la oposición creando problemas al Gobierno en vez de apoyarle en un momento de emergencia nacional».
Como ha destacado Manuel Suárez Cortina, «la entrega del poder a los liberales tuvo repercusiones considerables, pues, en primer término, estimulaba un alejamiento entre ambos partidos, el Liberal y el Conservador, al tiempo que distanciaba a Maura del rey. […] La posición de Maura se relaciona también con el rechazo que tenía frente al significado político del Bloque de Izquierdas, cuya alianza con los republicanos era todo un atentado a los principios monárquicos del político mallorquín. De ahí que su postura fuera tan rígida, al extremo de colisionar con los propios intereses de la Corona». Así pues, la crisis de la Semana Trágica «desembocó en una quiebra de la solidaridad básica que ligaba a los protagonistas del turno bajo la constitución de 1876», afirma Javier Moreno Luzón.
En unas declaraciones al diario francés Le Journal el rey Alfonso XIII lamentó la «interpretación tan falsa» que se había dado de los sucesos de Barcelona y se mostró especialmente dolido con la imagen que se había proyectado de España. «De dar oídos a ciertos franceses, parecería que éramos un país de salvajes», afirmó. Sobre el caso Ferrer dijo: «Yo soy un monarca constitucional, tan constitucional que ni siquiera tengo la iniciativa del indulto». Y añadió a continuación: «¿No habéis tenido vosotros en vuestra casa una cuestión Dreyfus? ¿Nos hemos mezclado nosotros con ella?».

## Composición del gobierno largo
| Composición del Gobierno           | Composición del Gobierno                                                                                   | Composición del Gobierno | Composición del Gobierno | Composición del Gobierno | Composición del Gobierno | Composición del Gobierno | Composición del Gobierno |
| Cargo                              | Titular | Titular                  | Titular                  | Inicio                   | Fin                      | Partido Político         |                          |
| ---------------------------------- | --- | ------------------------ | ------------------------ | ------------------------ | ------------------------ | ------------------------ | ------------------------ |
| Presidente                         | Antonio Maura                                                                                              |                          |                          | 25 de enero de 1907      | 21 de octubre de 1909    | Conservador              |                          |
| Estado                             | Manuel Allendesalazar                                                                                      |                          |                          | 25 de enero de 1907      | 21 de octubre de 1909    | Conservador              |                          |
| Gracia y Justicia                  | Juan Armada Losada                                                                                         |                          |                          | 25 de enero de 1907      | 21 de octubre de 1909    | Conservador              |                          |
| Guerra                             | Francisco de Paula Loño y Pérez                                                                            |                          |                          | 25 de enero de 1907      | 30 de junio de 1907      | Conservador              |                          |
| Guerra                             | Nicasio de Montes y Sierra (interino durante la enfermedad del titular: 20 de junio - 30 de junio de 1907) |                          |                          | 25 de enero de 1907      | 30 de junio de 1907      | Conservador              |                          |
| Guerra                             | Nicasio de Montes y Sierra (interino)                                                                      |                          |                          | 30 de junio de 1907      | 3 de julio de 1907       | Conservador              |                          |
| Guerra                             | Fernando Primo de Rivera                                                                                   |                          |                          | 3 de julio de 1907       | 1 de marzo de 1909       | Conservador              |                          |
| Guerra                             | Arsenio Linares Pombo                                                                                      |                          |                          | 1 de marzo de 1909       | 21 de octubre de 1909    | Conservador              |                          |
| Hacienda                           | Guillermo de Osma y Scull                                                                                  |                          |                          | 25 de enero de 1907      | 23 de febrero de 1908    | Conservador              |                          |
| Hacienda                           | Cayetano Sánchez Bustillo                                                                                  |                          |                          | 23 de febrero de 1908    | 14 de septiembre de 1908 | Conservador              |                          |
| Hacienda                           | Augusto González Besada                                                                                    |                          |                          | 14 de septiembre de 1908 | 21 de octubre de 1909    | Conservador              |                          |
| Marina                             | José Ferrándiz y Niño                                                                                      |                          |                          | 25 de enero de 1907      | 21 de octubre de 1909    | Conservador              |                          |
| Gobernación                        | Juan de la Cierva y Peñafiel                                                                               |                          |                          | 25 de enero de 1907      | 21 de octubre de 1909    | Conservador              |                          |
| Instrucción Pública y Bellas Artes | Faustino Rodríguez San Pedro                                                                               |                          |                          | 25 de enero de 1907      | 21 de octubre de 1909    | Conservador              |                          |
| Fomento                            | Augusto González Besada                                                                                    |                          |                          | 25 de enero de 1907      | 14 de septiembre de 1908 | Conservador              |                          |
| Fomento                            | José Sánchez Guerra                                                                                        |                          |                          | 14 de septiembre de 1908 | 21 de octubre de 1909    | Conservador              |                          |